# Abstimmungsbüchlein
Abstimmungsinformationen werden traditionell in gedruckter Form und nun auch online den Stimm- und Wahlberechtigten zur Verfügung gestellt. Die schweizerische Bezeichnung Abstimmungsbüchlein wird auch in anderen und nicht nur deutschsprachigen Ländern gebraucht – als Synonym für ausgewogene, neutrale, sachliche und verständliche Informationen zu den Abstimmungsthemen.

## Schweiz
Als Abstimmungsbüchlein werden in der Schweiz auf allen drei Staatsebenen (Bund, Kantone und Gemeinden) Informationsbroschüren zu bevorstehenden Volksabstimmungen bezeichnet, die sich an die Stimmberechtigten richten. Die Abstimmungsvorlagen (z. B. Verfassungs- und Gesetzestexte) werden der Stimmbürgerschaft durch die Parlamente unterbreitet (in Gemeinden ohne Gemeindeparlament durch die Exekutive); für die Erläuterungen zu den Vorlagen sind mehrheitlich die Regierungen, in einigen Kantonen (Bern, Schaffhausen, St. Gallen, Graubünden und Aargau) und Gemeinden aber auch die Parlamente bzw. Parlamentsorgane verantwortlich, im Kanton Zürich und in den Parlamentsgemeinden im Kanton Zürich, sofern das Parlament dies beschliesst.
Es sind auch andere Bezeichnungen verbreitet, beispielsweise (Abstimmungs-) Bericht, Botschaft, Bulletin, Erläuterungen (des Bundesrates), Informationen (z. B. Kanton Zürich), Magazin, Memorial (Kanton Glarus) oder Zeitung (z. B. Stadt Zürich).
Heute sind alle Abstimmungsinformationen zu den bevorstehenden Volksabstimmungen online verfügbar. Die gedruckten Versionen werden aber nach wie vor an alle Stimmberechtigten über die Gemeindekanzleien gemeinsam mit den übrigen Abstimmungsunterlagen (Abstimmungszettel und Abstimmungszettel- und Rückantwortcouverts), denen gelegentlich auch Wahlunterlagen (Wahllisten, Wahlzetteln) hinzugefügt werden, verschickt.

### Bund, Kantone, Gemeinden
Der Bundesrat gibt zu jeder eidgenössischen Volksabstimmung die Abstimmungsinformationen im Web und als gedruckte Abstimmungsbroschüre (auch Abstimmungsheft, Schweizerdeutsch auch Abstimmigsbüechli, Bundesbüechli) mit den Abstimmungsvorlagen im Wortlaut, Erläuterungen des Bundesrates, Argumenten der Befürworter und Gegner sowie den Abstimmungsempfehlungen des Bundesrats und des Parlaments (Art. 11 Abs. 2 BPR) heraus. Die Publikation erfolgt in allen vier Landessprachen.
Dargestellt werden ausgewogene, neutrale und verständliche Sachinformationen. Die Initiativ- und Referendumskomitees kommen angemessen zu Wort; der Bundesrat kann aber ehrverletzende, krass wahrheitswidrige oder zu lange Äusserungen ändern oder zurückweisen (Art. 11 Abs. 2 BPR).
Der Umfang hängt von der Zahl der zur Abstimmung gelangenden Vorlagen ab, die Form bleibt immer dieselbe. Der formal strenge Aufbau folgt gesetzlichen Vorgaben. Jede Vorlage wird vorgestellt. Dazu kommen eine Zusammenfassung und ein detaillierter Text zu jeder Vorlage und schließlich folgen die Argumente der Gegner und diejenigen des Bundesrates, seine Abstimmungsempfehlungen und die des Parlaments. Der Bundesrat darf keine von der Haltung des Parlaments abweichende Empfehlung abgeben (Art. 10a Abs. 4 BPR).
Die Produktion des Abstimmungsbüchleins Erläuterungen des Bundesrates beginnt spätestens ein halbes Jahr vor den Abstimmungen, bei komplexen Vorlagen auch früher. Die federführende Bundeskanzlei und die Departemente erarbeiten redaktionell die Inhalte, die in folgenden Sitzungen überprüft und verändert werden. Über die definitive Fassung entscheidet letztlich der Bundesrat, teilweise in hitzigen Diskussionen.
„Jeder soll das Thema einer Initiative oder eines Referendums verstehen können, auch wenn er sich bisher nicht damit befasst hat. Die Regierung hat den verfassungsmässigen Auftrag, den Wählern ihre Ansicht darzulegen und ansonsten lediglich Erläuterungen zur Vorlage, die zur Abstimmung kommt, abzugeben. Zudem enthält die Broschüre nicht nur die Meinung der Regierung, sondern auch des Initiativ- oder Referendumskomitees, die zudem ihre Meinung auch über andere Kanäle wie Plakate oder mit Kampagnen auf der Strasse kundtun können.“
– Thomas Abegglen, Koordinator der Broschüre
Auch die Kantone und Gemeinden geben solche Abstimmungsunterlagen heraus – zu den gemeinsamen Abstimmungsterminen, zu den jeweiligen Vorlagen der Gemeinden und Kantone.

### Rezeption, Diskussion, Kritik
Für die Mehrheit des Stimmvolks ist die gedruckte Publikation – Abstimmungszeitungen der Gemeinden und Kantone, Abstimmungsheft des Bundes – nach wie vor eine wichtige Informationsquelle für den Stimmentscheid. Das Abstimmungsbüchlein des Bundes ist mit einer Auflage von rund 5,2 Mio. (Stand 2013/14) bis 5,4 Mio. Exemplaren (Stand 2015/16) die mit „Abstand auflagenstärkste Publikation der Schweiz“. Laut Vox-Umfragen beträgt der Beachtungsgrad bei komplexen Themen 90 % und 60 % für Themen, die in der Öffentlichkeit breit diskutiert werden.
Daniel Kübler, Politikwissenschafter an der Universität Zürich, meint, es gehe gar nicht darum, eine neutrale Sicht darzustellen, es gehe um Informationspflicht. Durch die Empfehlungen des Bundesrates sei das Büchlein zwar nicht neutral. Doch dadurch, dass die Argumente aller anderen dargelegt werden, wird eine ausgewogene Entscheidungsgrundlage der offiziellen Unterlagen gewährleistet. Alexandra Molinaro, easyvote, meint zur „Komplexität“ des Abstimmungsbüchleins, dass es „ein zu hohes Grundwissen voraus[setzt]“, dass es „sehr viel Zeit benötigt, um sich mit den Texten auseinanderzusetzen“, gleichzeitig aber auch, dass die Jugendlichen „weder zu wenig intelligent [sind], noch zeigen sie ein geringeres Interesse an der Politik als frühere Generationen“, sie hätten „grundsätzlich gute Vorsätze“, was die Teilnahme an Abstimmungen betrifft, doch würden durch „die komplexen Unterlagen gerade Einsteiger oftmals abgeschreckt.“
Ab und zu wird die Rolle des Bundesrates diskutiert. Wie 2004, als die Staatspolitische Kommission des Nationalrates diese Aufgabe einem neuen parlamentarischen Organ übertragen wollte. Die Kommission des Ständerates hat aber dagegen ihr Veto eingelegt.
Die Abstimmungsinformationen werden auch – vor allem als Teil des Abstimmungskampfs – Gegenstand von Strafanzeigen, Beschwerden von Parteipolitikern und Parteien, wie auch von Initianten, oder Berichtigungen, wie auch Stellungnahmen von Interessenvertretern. Die unterlaufenen Fehler werden entweder vor dem Versand mit Flyern oder in den Medien und im Web korrigiert. Wegen Falschinformationen im Abstimmungsbüchlein hat das Bundesgericht mit Urteil vom 10. April 2019 die Volksabstimmung vom 28. Februar 2016 über die Volksinitiative «Für Ehe und Familie – gegen die Heiratsstrafe» aufgehoben – ein erstmaliger Vorgang in der Geschichte des Bundesstaates. «Die unvollständigen und intransparenten Informationen des Bundesrates haben die Abstimmungsfreiheit der Stimmberechtigten verletzt».

## Deutschland
In Deutschland werden im Allgemeinen die Begriffe Abstimmungsbroschüre oder Informationsheft gebraucht. In den fünf bundesdeutschen Ländern, welche eine Abstimmungsbroschüre vorsehen (Stand 2012), tragen sie folgende Titel: Bekanntmachung der Staatsregierung mit amtlicher Erläuterung (Bayern), Information in Form einer amtlichen Mitteilung (Berlin), Informationsheft (Bremen und Hamburg), Abstimmungsbroschüre (Thüringen), wie Frank Rehmet, für die Bewegung Mehr Demokratie, schreibt (Stand 2012).
Die Bewegung für Mehr Demokratie betrachtet die Abstimmungsbroschüre als (Zitate, leicht redigiert) „ein wichtiges Verfahrenselement direkter Demokratie, welche alle Stimmberechtigten einige Wochen vor der Volksabstimmung per Post zugesandt erhalten und die daher eine sehr wichtige Rolle im Meinungsbildungs- und Entscheidungsprozess eines Volksentscheids spielt.“ Im Weiteren schreibt der Autor zu den Anforderungen, „formellen Dimensionen der Abstimmungsbroschüre“:
- „Umfang – eine Balance zwischen ausführlichen Informationen und nicht zu viel Text (Kurzbeschreibung des Themas, Ziele der Initiative, wichtigste PRO-Argumente, wichtigste CONTRA-Argumente, Pro- und Contra-Argumente in gleichem Umfang, Kosten und finanzielle Auswirkungen)“;
- „Form – als Standard die postalische Information in gedruckter Form an alle Stimmberechtigten (Audio-Datei, wie z. B. in Kalifornien oder im Kanton St. Gallen)“;
- „Sprachen – Abstimmungsbroschüre im Internet in mehreren Sprachen verfügbar, für Deutschland neben Deutsch insbesondere Englisch, Spanisch, Italienisch, Französisch, Russisch und Türkisch denkbar, dabei sind regionale Unterschiede zu beachten“;
- „Verfasser – Herausgeber in der Regel die Regierung, jedoch zeigt z. B. Irland, dass dies auch ein unabhängiges Gremium sein kann, „Referendum Commission“, die zur möglichst neutralen Aufbereitung von Informationen dient, sowie der Vermittlung von Pro- und Contra-Argumenten“;
- „Mehrere Autoren – Regierung, weitere Autoren bzw. Institutionen, etwa Parlament, Regierung, Befürworter und Gegner (Stellungnahmen und Informationen – der Regierung, des Parlaments mit jeweiligen Stimmempfehlungen der Fraktionen, kurzen Begründung der Fraktionen, die zugestimmt und die abgelehnt haben und nicht zuletzt Stellungnahme der Initiatoren eines Volksbegehrens)“.[24]

In dieser Darstellung (Stand 2012) kommt die Onlineversion (noch) zu kurz.

### Aktionen, Bewegungen
Ende Mai 2016 hat die Gruppe Omnibus für direkte Demokratie 1000 Abstimmungsbüchlein zu, in diesem Quartal (2/16), fünf eidgenössischen Vorlagen – darunter auch zur Volksinitiative bedingungsloses Grundeinkommen für die sich Omnibus interessiert – nach Berlin gebracht und sie, mit 109.000 Petitionsunterschriften, „in einem Geschenkumschlag und mit einem Glas Demokratiehonig“ an „alle Bundesparlamentarier übergeben“. Die Petition nahm Kersten Steinke, Vorsitzende des Petitionsausschusses, entgegen.

## Österreich
Bei der bundesweiten Volksbefragung am Sonntag, den 20. Januar 2013, über die Frage: „Sind Sie für die Einführung eines Berufsheeres und eines bezahlten freiwilligen Sozialjahres“ oder „sind Sie für die Beibehaltung der allgemeinen Wehrpflicht und des Zivildienstes?“ hat das Land Salzburg ein Abstimmungsbüchlein herausgebracht – „druckfrisch, handlich, 28 Seiten stark und mit dem Anspruch versehen, eine wichtige Entscheidungshilfe zu sein“, mit dem „alle Wahlberechtigten im Bundesland Salzburg über die Vor- und Nachteile von Wehrpflicht und Berufsheer informiert werden sollen.“ Die Broschüre stand zum Download über die Website des Landes sowie in gedruckter Form zur Verfügung.